# Сливовица (картина)
«Сливовица» (фр. La Prune) — также известна как «Сливянка», «Сливовое бренди» — картина художника-импрессиониста Эдуарда Мане; год создания неизвестен, однако предполагают, что картина была написана приблизительно в 1877 году. На картине изображена женщина, одиноко сидящая за столиком в кафе, в расслабленной позе, похожей на позу женщины на картине Дега «Абсент». 
Картина находится в  Национальной галерее искусства в Вашингтоне, США. 

## Описание

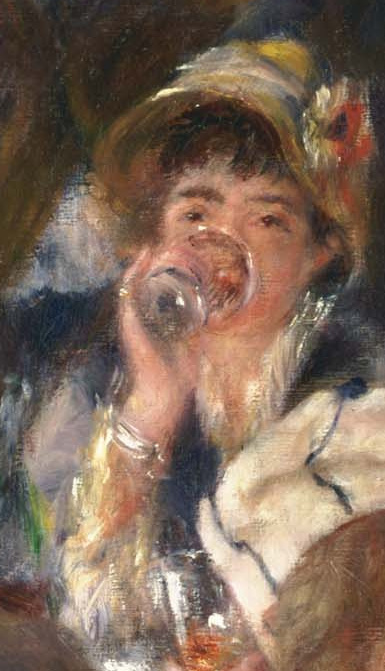
Фрагмент «Завтрака гребцов» с Эллен Андре в качестве натурщицы, Огюст Ренуар, 1880—1881 гг.

Картина представляет собой этюд одиночества. На ней запечатлена тихая, почти меланхолическая, сцена — сидящая в кафе молодая женщина. Зрители смотрят на женщину вблизи — скорее всего, глазами одного из посетителей. Она может быть проституткой, ожидающей клиента, или простой торговкой, ищущей отвлечённой болтовни. На столе стоит рюмка со сливой, вымоченной в бренди — фирменное блюдо парижских кафе (изначально рисовалась как бокал с пивом) — именно бренди со сливой и дало название картине Мане. Слива могла быть отсылкой к женской сексуальности; в качестве подобного символа она использовалась во многих произведениях — в том числе и в знаменитом «Улиссе» Дж. Джойса. Женщина склонилась вперёд, опираясь головой о правую руку и облокачиваясь на мраморную столешницу, уставившись в пространство бессмысленным взглядом. Левая рука безвольно лежит на столе, удерживая незажжённую сигарету. На женщине надето розовое платье с расшитыми манжетами, белая блуза и чёрная шляпа, драпированная шёлком и тесьмой. Позади её головы витиеватая декоративная решётка отопления — чуть выше багряной банкетки, на которой и расположилась героиня.

## История картины
Ориентировочно в 1881 году Мане продал картину коллекционеру Шарлю Дёдону. После смерти Дёдона в 1914 году картину унаследовала его жена, и до 1919 «Сливовица» была продана парижскому арт-дилеру Полю Розенбергу. Около 1927 года картину приобрёл известный неоимпрессионист — Артур Сакс. Позже через агентство «M. Knoedler & Со» перешла в коллекцию Пола Меллона, а затем она была подарена Национальной галерее искусства в Вашингтоне, США.

## Происхождение
Мане писал картину, основываясь на личных наблюдениях, подмеченных в знаменитом кафе «Новых Афинах» на площади Пигалль в Париже, которое посещали импрессионисты. Как бы там ни было, задний фон «Сливовицы» — декоративная решётка и её золочёная рама — не могут тягаться с декором именитого кафе. И это наводит на мысль о том, что картина рисовалась в мастерской Мане, где, как известно, у художника был мраморный столик с железными ножками а-ля кафе. Мане для картины использовал простую технику: например, слива в рюмке и пальцы левой руки написаны всего-то несколькими мягкими мазками.

## Натурщица и похожие картины

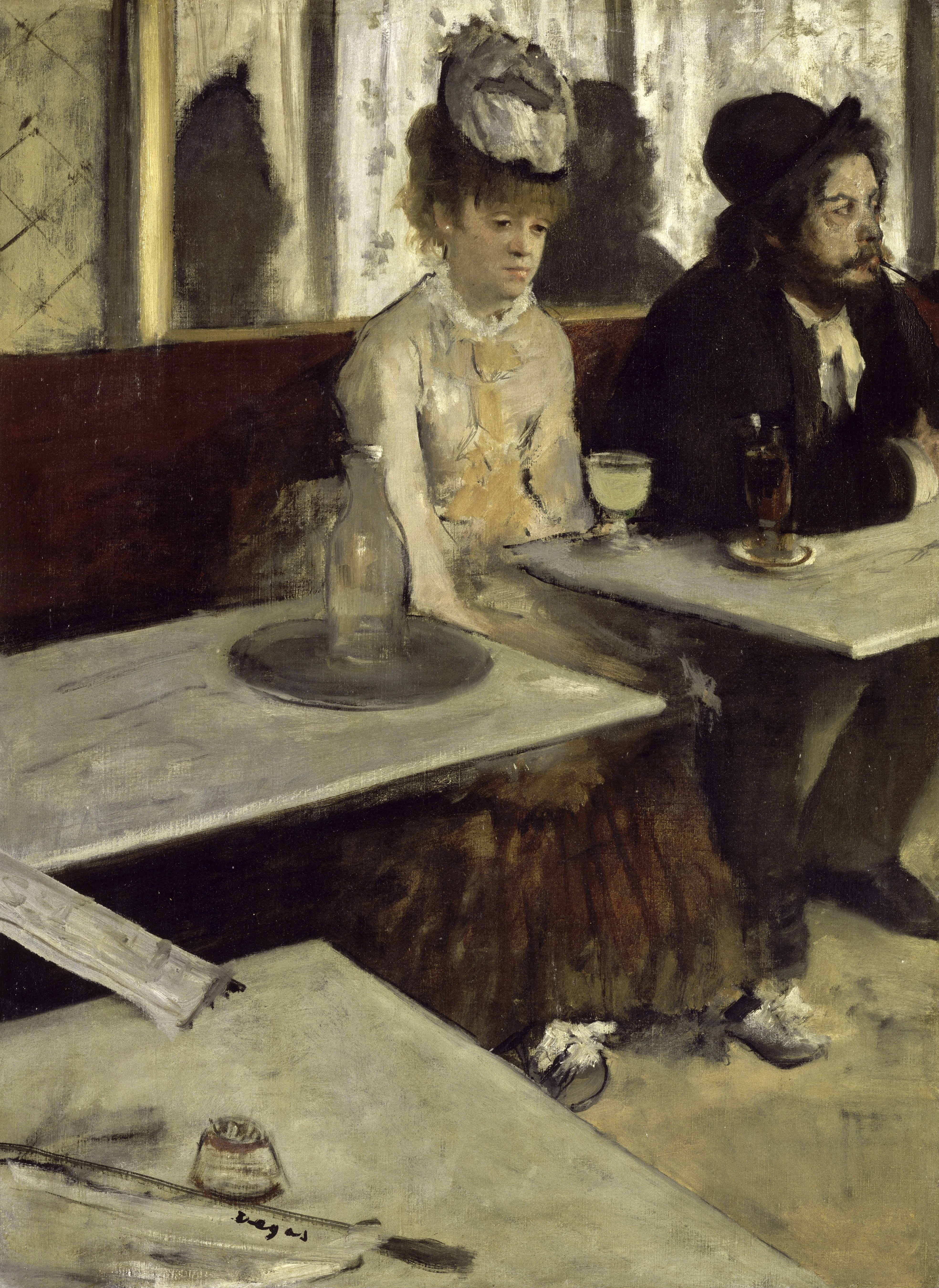
«Абсент», Эдгар Дега, 1876

Меланхоличную женщину изобразила натурщица Эллен Андре, также позировавшая вместе с Марселеном Дебутеном для схожей картины Эдгара Дега — «Абсент», 1876 г. Схожесть работ двух импрессионистов может служить основанием для того, чтобы считать «Сливовицу» Мане ответом картине Дега. Но если работа последнего показывает нам лишь унылую сцену пьяного отчаяния, подкреплённого абсентом; то картина Мане изображает более обнадёживающую ситуацию — ведь есть шанс, что кто-то нарушит женское одиночество. Искусствовед Андрей Чегодаев писал, что разница в подходах между Дега и Мане заключается в том, что последний привнёс в образ одинокой подвыпившей женщины «доброту и поэтическую нежность». Та же актриса — Эллен Андре — появляется в картине Пьера Огюста Ренуара «Завтрак гребцов», в которой она также изображена как женщина пьющая и одинокая.